# Luciano Togñon
Luciano Togñon (Luján de Cuyo, Mendoza, 22 de mayo de 1994) es un baloncestista argentino con ciudadanía chilena que juega en la posición de pívot o ala-pívot.

## Trayectoria

### Clubes
| Club                      | País      | Año             |
| ------------------------- | --------- | --------------- |
| Olimpia de Paraná         | Argentina | 2011 - 2012     |
| Regatas Corrientes        | Argentina | 2012 - 2013     |
| Unión Progresista         | Argentina | 2013 - 2014     |
| Unión de Goya             | Argentina | 2014            |
| Independiente de Tandil   | Argentina | 2014 - 2015     |
| Atenas de Mendoza         | Argentina | 2015 - 2016     |
| Universidad de Concepción | Chile     | 2016 - 2018     |
| ABA Ancud                 | Chile     | 2018 - 2019     |
| Las Ánimas                | Chile     | 2019 - 2022     |
| Deportivo Valdivia        | Chile     | 2023 - 2024     |
| CEB Puerto Montt          | Chile     | 2025 - Presente |

## Selección nacional

### Argentina
Togñon formó parte de los seleccionados juveniles de baloncesto de la Argentina, llegando a integrar el plantel que jugó en el Campeonato FIBA Américas Sub-18 de 2012 y en el Torneo Albert Schweitzer de ese año.

### Chile
Siendo hijo de una mujer de nacionalidad chilena, Togñon resultó elegible para integrar la selección de baloncesto de Chile. Su debut con el equipo se produjo durante el torneo de baloncesto de los Juegos Suramericanos de 2018, organizados en la ciudad boliviana de Cochabamba.